# Wanderers
A Wanderers együttes (1963–1976) a magyar popzene egyik úttörőjeként – vagy inkább „ösvénytaposójaként” – 1963 őszén alakult.

## A Wanderers tagjai
Alapítója öt 18 éves fiatalember: Fédl Attila (szólógitár), Vitális József (ritmusgitár), Guci becenevű fiatalember, aki Vitális Józseffel egy házban lakott (basszusgitár), Hoffmann Péter (dob). Baumgartner Ferenc (zongora, orgona) Majd a későbbiekben: Berta József (szólógitár), Rédey Gábor (basszusgitár, ének), Tolcsvay Béla és Tolcsvay László (ének + gitár), Sánta Antal (basszusgitár + ének), Mary Zsuzsi (ének), Haász Albert (orgona + ének), Juhász Gyula (szaxofon + ének), Jeszenszky István (gitár + ének), Bihari István (dob), Kovács József (dob), Sztankay László (szólógitár + ének), Bálizs Gábor (dob), Bajor Endre (basszusgitár), Tóth Sándor (ritmusgitár + ének), Pusztai György (dob), Papp István (szólógitár), Simon Gábor (szólógitár), Vaskó Tibor (dob).
Zenekarvezetők: 1963 – Rédey Gábor, 1965 – Hoffmann Péter, 1966 – Haász Albert.

## A '60-as évek
Mint az akkor alakuló zenekarok mindegyike, az első években angol/amerikai együttesek, szólóénekesek repertoárjából állították össze műsorukat. Különösen a The Shadows együttes számainak interpretálásával szereztek maguknak komoly hírnevet. Közben az együttes kibővült az itt debütáló Tolcsvay testvérekkel (Tolcsvay Béla és László), akik azonban kb. egy év után távoztak.
1965 végén Rédeyt kötelező katonai szolgálatra hívták be. Helyére Sánta Antal került, aki tökéletesen tudta pótolni, sőt 1966-ban már vele nyertek aranyérmet (melyet 1967-ben megismételtek) a Salgótarjáni Amatőr Könnyűzenei Fesztiválon. (Akkor minden, elsősorban elektromos gitárokat használó, hivatalos vizsgát nem tett zenészekből álló társulat ebbe a körbe tartozott.) Ott ismerték meg 1966-ban, a szintén aranyérmes, szegedi származású Mary Zsuzsa énekesnőt, aki ezt követően csatlakozott az együtteshez. 1966 nyarán, sikerült az akkor éppen megszűnt Kon-Tiki zenekar vezetőjét, Haász Albertet is „leigazolniuk”, akivel nemcsak egy új hangszert (orgona) nyertek, de egy rutinos énekest és egy ügyintézésben jártas egyént is.
A második salgótarjáni aranyat nem követte több, ugyanis 1968-tól az együttes már hivatásos előadóművészi besorolást kapott. A Budai Ifjúsági Park ez ideig állandó zenekarának, Bergendy-együttes-ének a távozása után, az 1967-es idény utolsó másfél hónapjára, az ”amatőr” együttesek közül, ők kaptak először állandó szerződést és a hét minden napján játszottak.
1967 végén Mary Zsuzsa kilépett, nem sokkal később viszont Juhász Gyula (ének + szaxofon) csatlakozott a csapathoz. 1970 és 1976 között a zenekar összesen négy idényt játszott végig (május 1. és szeptember 30. között) mindennapos fellépéssel, a Margitszigeti Casinóban, ez jó idő esetén többezres közönséget jelentett esténként. Az év többi részében saját állandó klubjaikban (Bányaterv, Frankel Leó Művelődési Ház, Bercsényi Klub, Várklub a Mátyás templomnál) játszottak, gyakran vállaltak továbbá gólyabálokon, szalagavatók, vállalati bulik alkalmával rendezett fellépéseket is. Önállóan, illetve más zenekarokkal közösen koncerteztek (Kertészeti Egyetem, Műszaki Egyetem „E” épület, Corvin Mozi, Uránia Mozi, Fővárosi Művelődési Ház, Budai Ifjúsági Park, stb.), és vidéki művelődési házak rendezvényein is felléptek.

## A '70-es évek
1970-ben jelentős változás történt: két alapító tag, Vitális és Hoffman kikerült az együttesből, Jeszenszky István és Bihari István jöttek a helyükre. De még szinte meg sem melegedett Bihari alatt a dobszék, máris továbbállt. Utódja Kovács „Jocó” lett, aki a feloszlott Atlantisból igazolt át, de alig egy év múltán – Jeszenszkyvel együtt – Gallusz György újonnan alakult jazz-triójába távozott. Az utolsó alapító tag, Berta József, az abban a korban kötelező katonai szolgálat „áldozata” lett, míg Juhász – látva a kaotikus állapotokat – elfogadta az újjáalakuló Atlantis invitálását.
Maradt a nemrég még hattagú csapatból Haász és Sánta. Jött Bálizs Gábor (dob) és Sztankay László (szólógitár) posztra. Sajnos hamar láthatóvá vált, hogy négy ember ritkán tud olyat produkálni, mint legalább ugyanolyan képességű hat.
1973-ban Sánta jelentette be, hogy felhagy a zenéléssel, és tanult szakmájának (földrajz-biológia) megfelelő munkakörben helyezkedik el.
Őt két emberrel is nehezen tudták csak pótolni. Érkezett Tóth Sándor (ritmusgitár + ének) és Bajor Endre (basszusgitár). 1973-ban Bálizs véglegesen „külföldre távozott”, (abban az időben ezt másképpen mondták) utóda Pusztai László lett. Nem sokkal később Sztankay sem tudta visszautasítani a katonaság „hívó szavát”, az ő helyére került Papp ”Steve” István, aki fél év után – közös megegyezéssel – távozott. Posztját Simon Gábor foglalta el, majd Pusztai helyett Vaskó Tibor került a dobok mögé. 
Ilyen körülmények között – ami egyébként nem volt ritkaság abban az időben – komoly szakmai munka, építkezés nem nagyon volt lehetséges. Permanens tűzoltás folyt, ami arra irányult, hogy a zenekar, – hosszabb kihagyás nélkül – műsorképes maradjon. Saját számokra nem jutott idő. Az alap repertoár zajos sikert nem aratott, így a lemezgyár, ilyen zilált társasággal nem akart kockáztatni, annál is inkább, mivel a soványka rádiós/televíziós szereplés miatt erre elementáris igény nem is nagyon mutatkozott. A hosszú időre visszanyúló jó kapcsolatok, a jól bevált, bejáratott helyek még elégséges fellépési lehetőséget biztosítottak ugyan, de már látszott, hogy innen aligha várható számottevő felemelkedés. 1976 végén, tizenhárom küzdelmes év után, a Wanderers megszűnt.

## Koncertplakátok

Koncertplakátok
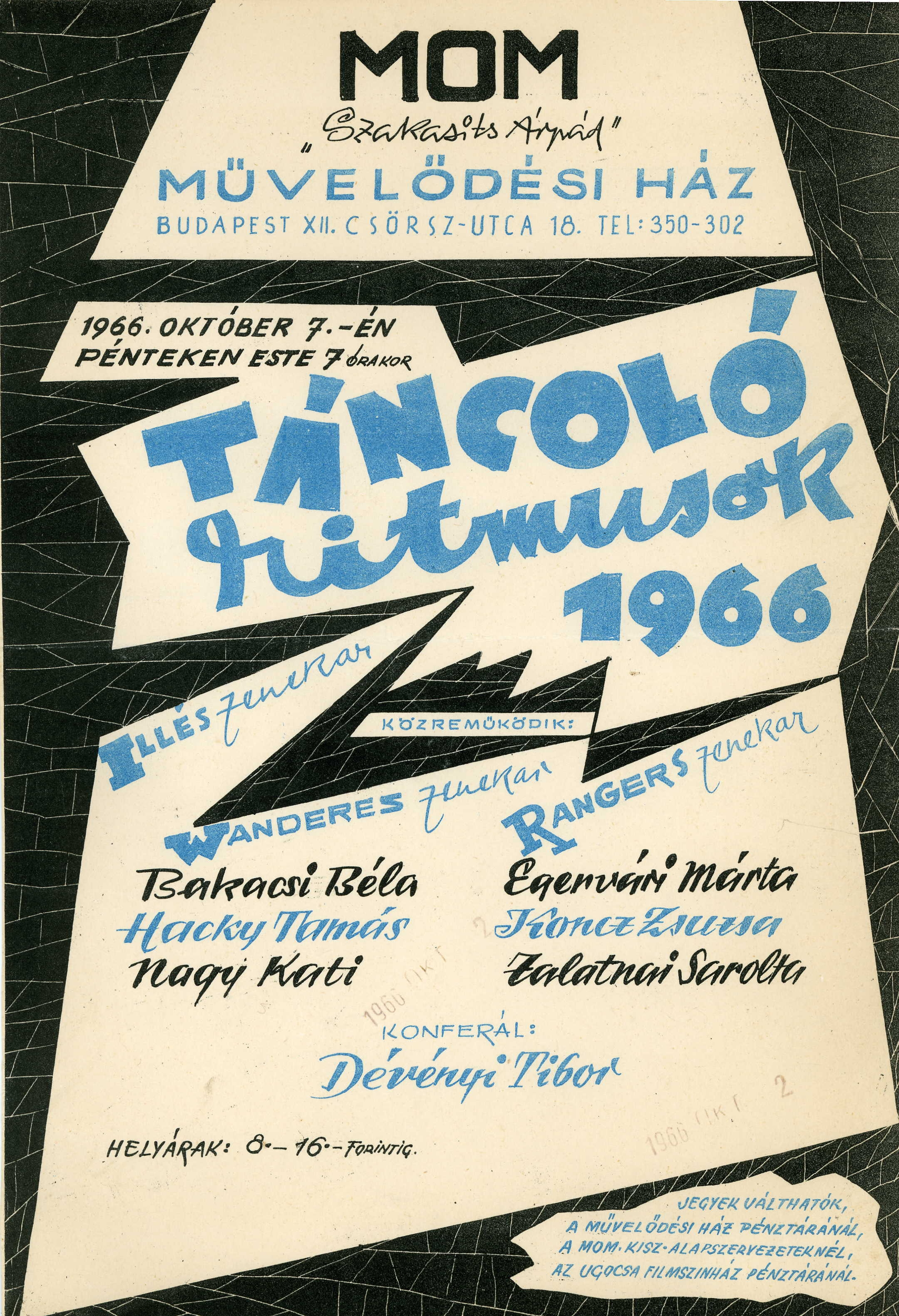
MOM művelődési ház, 1966
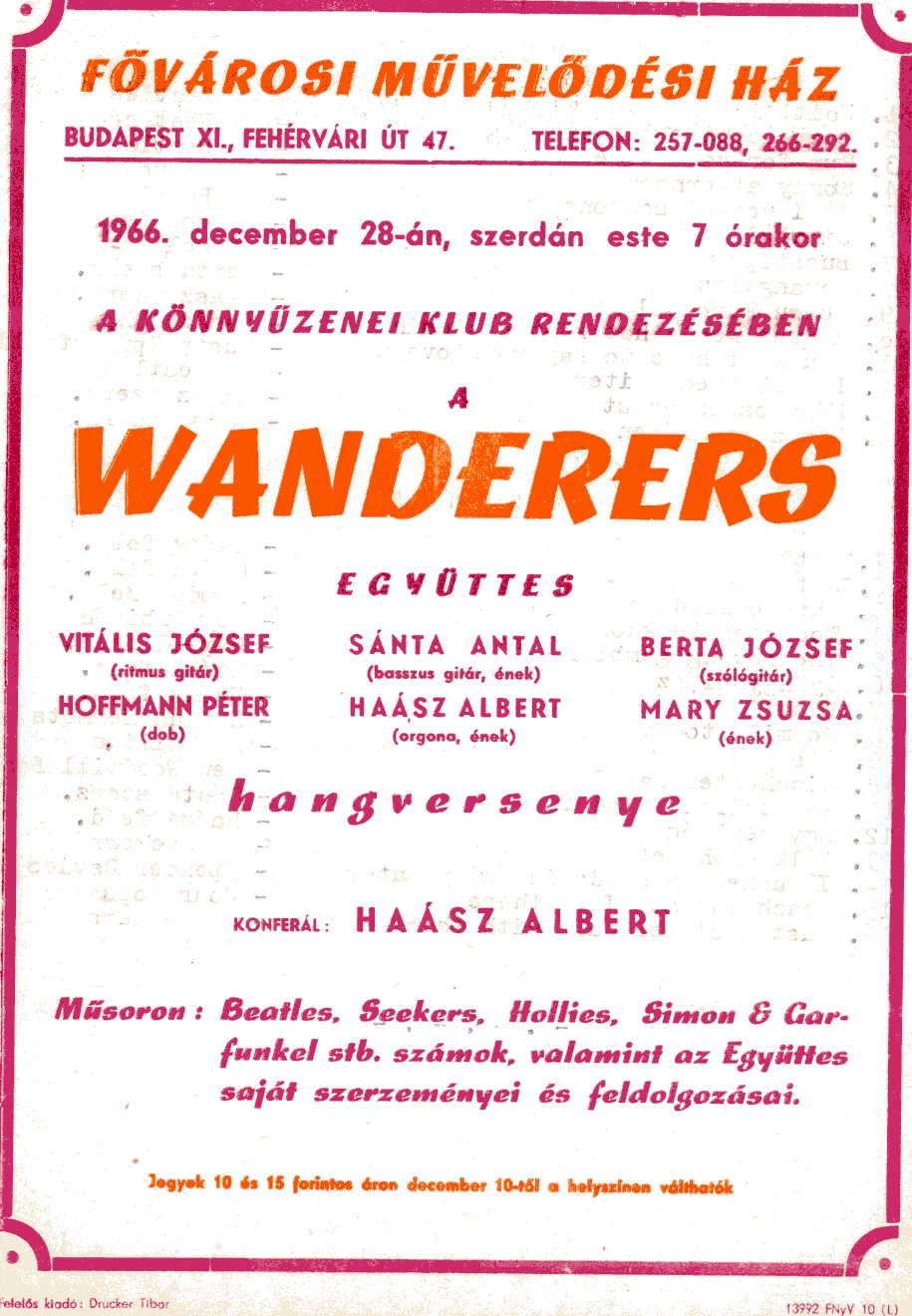
MOM művelődési ház, először, 1966
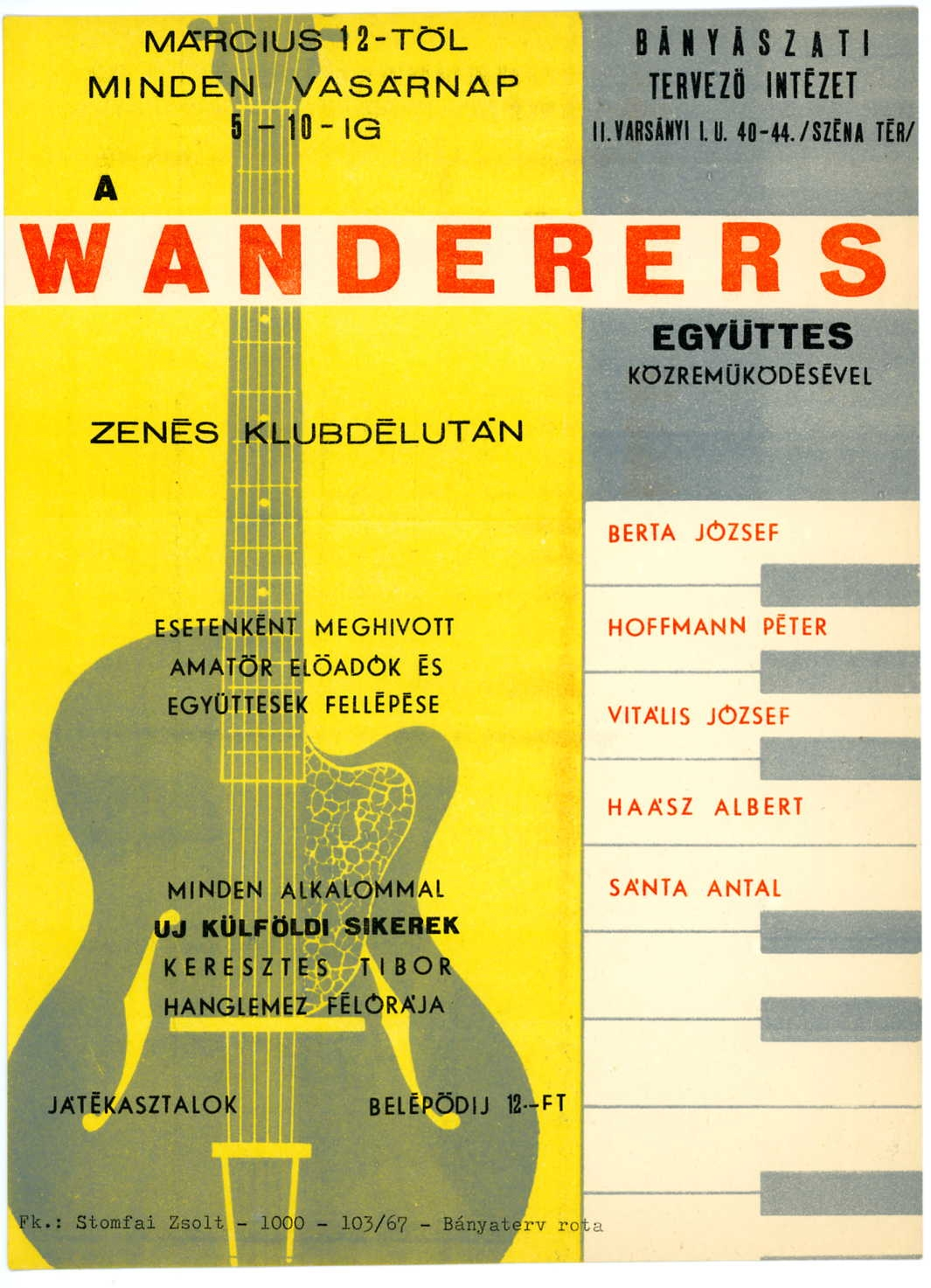
Bányaterv
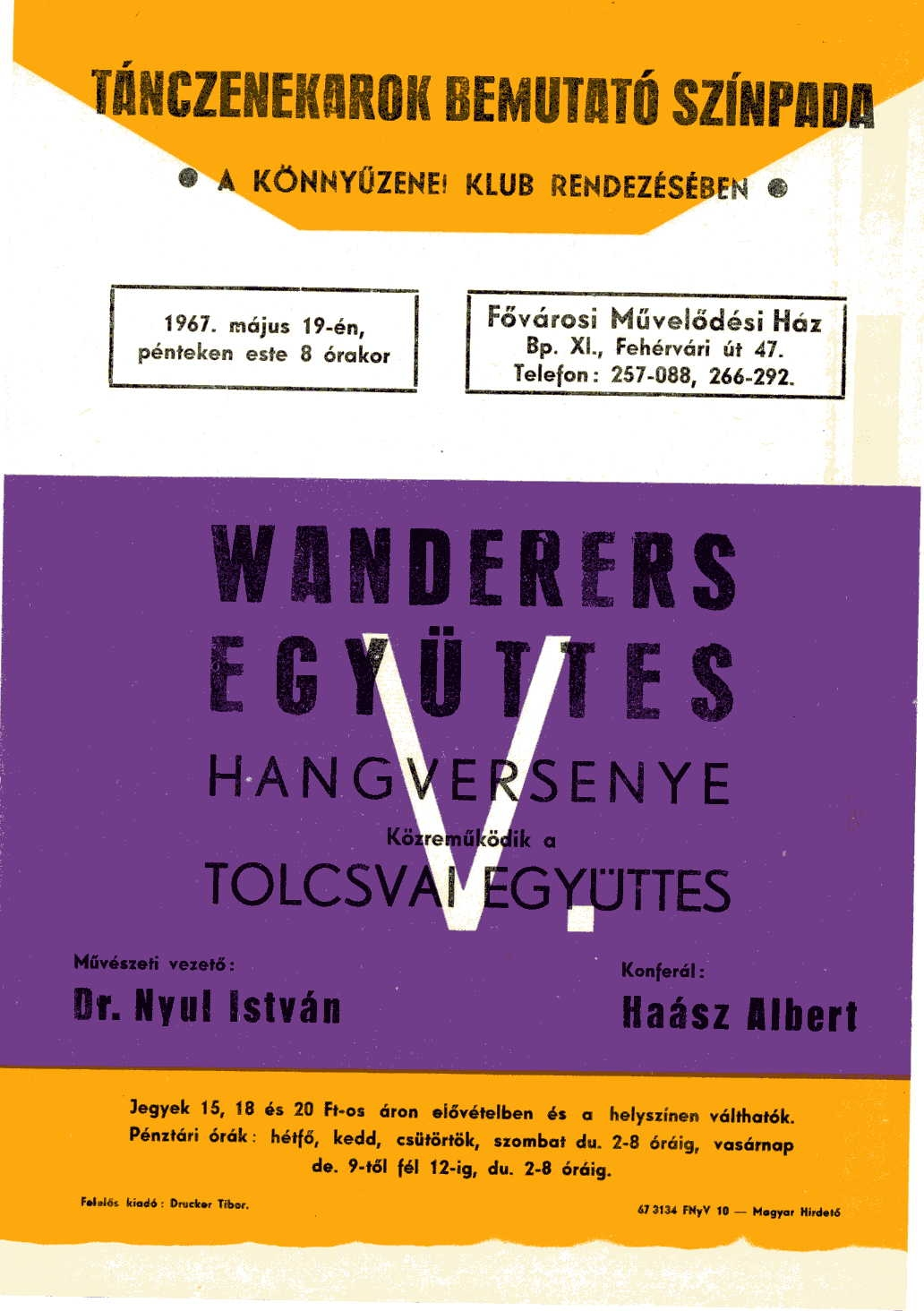
Fővárosi Művelődési Ház, másodszor
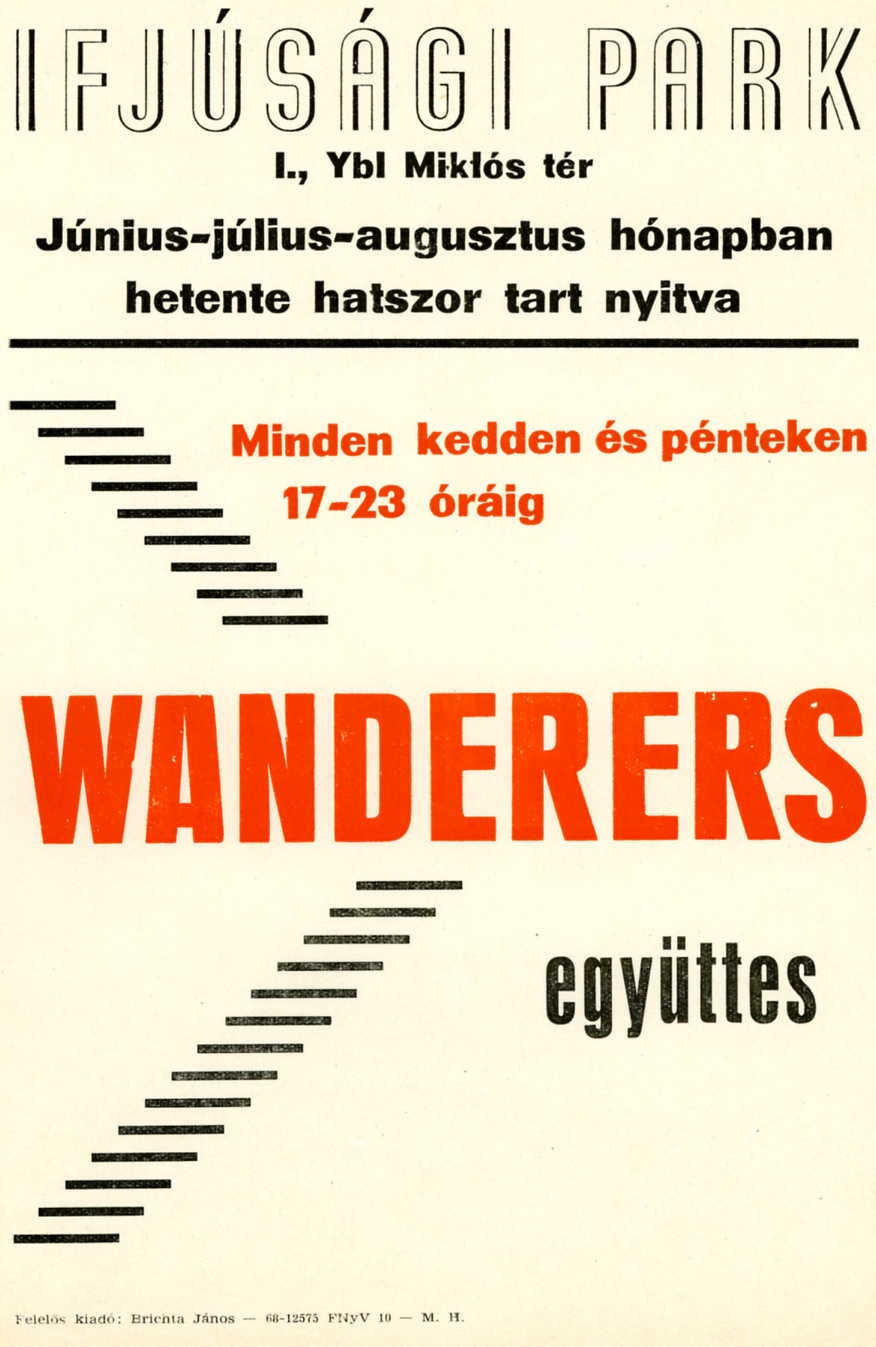
Ifi Park
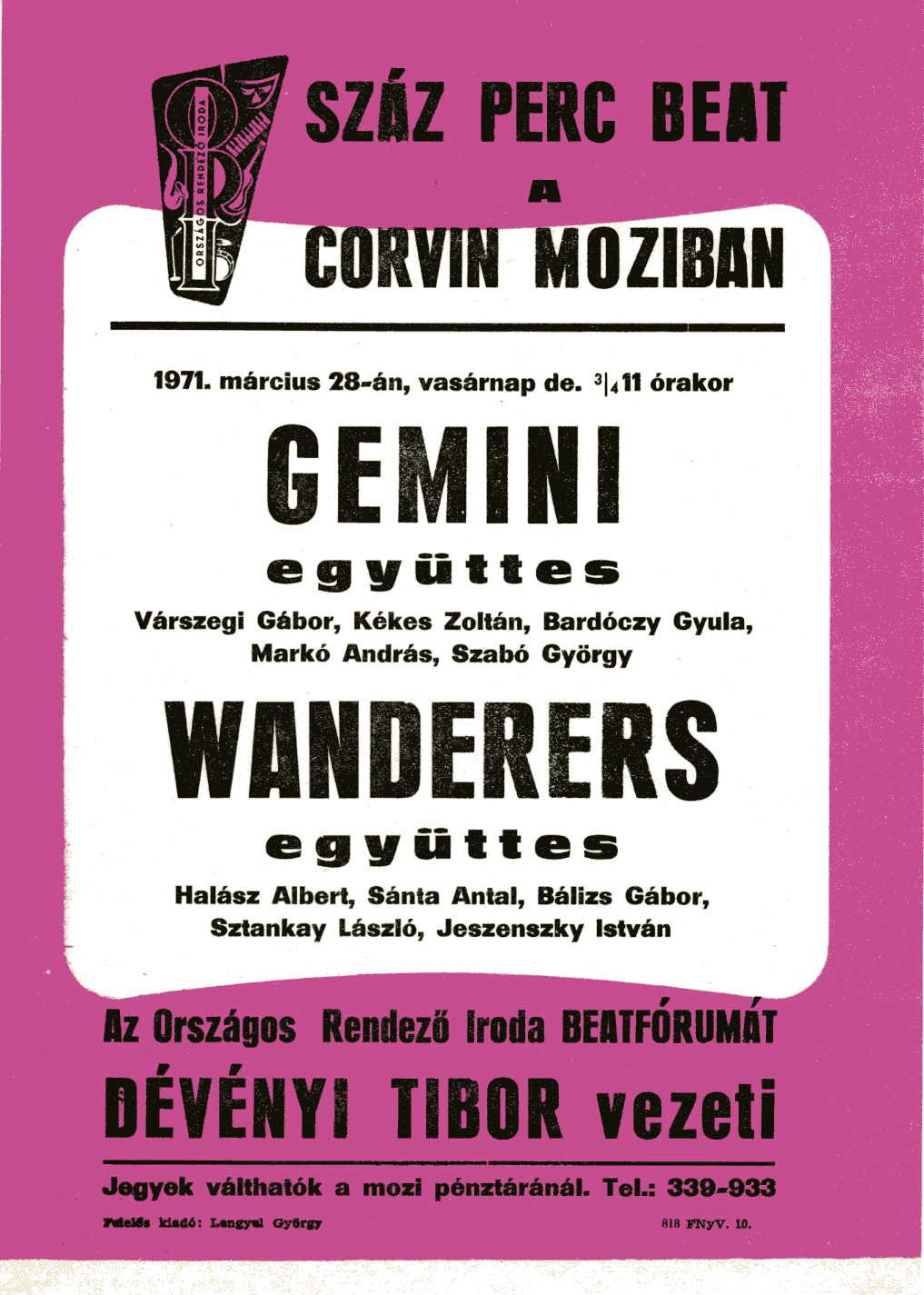
Corvin Mozi
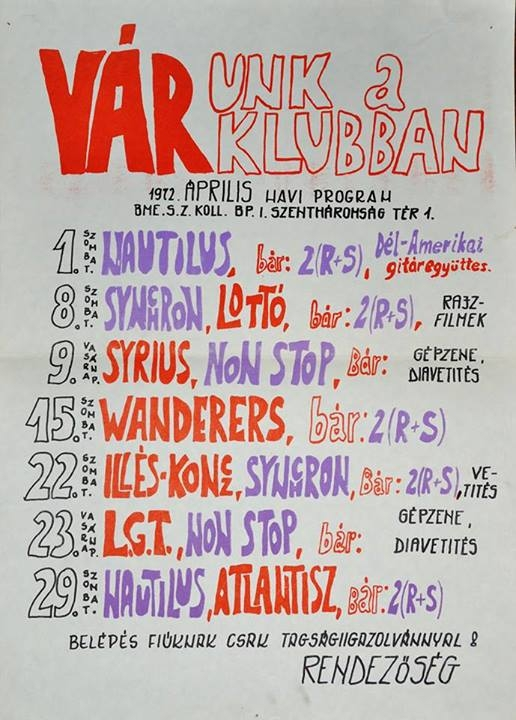
A Várban